# Schmidtiana violaceothoracica
Schmidtiana violaceothoracica är en skalbaggsart som först beskrevs av J. Linsley Gressitt och Yves Rondon 1970.  Schmidtiana violaceothoracica ingår i släktet Schmidtiana och familjen långhorningar.
Artens utbredningsområde är Laos. Inga underarter finns listade i Catalogue of Life.